# Bagliettoa
Bagliettoa A. Massal. (bagliettoa) – rodzaj grzybów z rodziny brodawnicowate Verrucariaceae. Ze względu na współżycie z glonami zaliczany jest do grupy porostów.

## Systematyka i nazewnictwo
Pozycja w klasyfikacji według Index Fungorum: Verrucariaceae, Verrucariales, Chaetothyriomycetidae, Eurotiomycetes, Pezizomycotina, Ascomycota, Fungi.
Synonimy nazwy naukowej: Actinothecium Flot., Amphoridium A. Massal., Bachmannia Zschacke, Coniothele Norman, Encliopyrenia Trevis., Graphidula Norman, Lithocia Gray, Lithoecis Clem., Phyllopyrenia C.W. Dodge, Physalospora subgen. Sporophysa Sacc., Protobagliettoa Servít, Sporophysa (Sacc.) Vain., Tichothecium Flot., Trimmatothele Norman ex Zahlbr., Verrucariomyces E.A. Thomas ex Cif. & Tomas., Verrucula J. Steiner, Zschackea M. Choisy & Werner.
Nazwa polska według W. Fałtynowicza.

## Gatunki występujące w Polsce
- Bagliettoa limborioides A. Massal. 1853 – bagliettoa mała
- Bagliettoa parmigera (J. Steiner) Vězda & Poelt 1981[4] – bagliettoa jasna
- Bagliettoa steineri (Kušan) Vězda 1981[4]  – bagliettoa Steinera

Nazwy naukowe na podstawie Index Fungorum. Nazwy polskie według checklist W. Fałtynowicza.